# لیندا چپمن (نویسنده بریتانیایی)
لیندا ان چپمن (انگلیسی: Linda Anne Chapman؛ زادهٔ ۱۵ ژانویهٔ ۱۹۶۹) نویسنده بریتانیایی است. وی برای نوشتن کتاب‌های فانتزی در مورد «اسب شاخدار»، «پری دریایی» و جادو مشهور است.
او همچنین مجموعه Spell Sisters را به عنوان Amber Castel و مجموعه Superpowers را به عنوان Alex Cliff (نام مستعار خودش) و همچنین وی چندین کتاب از مجموعه‌های منتشر شده با نام‌های مستعار «لوسی دنیلز»، «جنی دیل»، «کتی چیس»، «دیزی میدوز» و «لورن بروک» نوشته‌است. وی حدود ۲۰۰ کتاب به عنوان بخشی از نام مستعار جمعی یا به عنوان نویسنده اشباح به‌چاب رسانده‌است.
او در حال حاضر به‌همراه همسر و سه فرزندش در یکی از دهکده‌های «لسترشر» زندگی می‌کند.

## رمان‌ها
چراغ‌های روشن (۲۰۰۳)
صحنه مرکزی (۲۰۰۴) دنبالهٔ رمان «چراغ‌های روشن»
جن ما «به‌همراه Steve Cole» (۲۰۰۹)
جن و ققنوس «به‌همراه Steve Cole» (۲۰۱۰)

## مجموعه‌ها
- My Secret Unicorn
- Stardust
- Not Quite a Mermaid
- Unicorn School
- (Genie Us (with Steve Cole
- Sky Horses
- Skating School
- Loving Spirit
- (Sophie and the Shadow Woods (with Lee Weatherly
- Mr Monkey
- Best Friends Bakery
- Star Friends
- A Pony Called Angel
- (Hello Kitty's Friendship Club (with Michelle Misra
- (Wild Friends (with Michelle Misra
- (Dinosaur Land (with Michelle Misra
- (Angel Wings (with Michelle Misra
- (Unicorn Academy (with Julie Sykes

به عنوان الکس کلیف
- Superpowers

به عنوان دیزی میدوز
(with Sue Bentley, Narinder Dhami، and Sue Mongredien)
- Rainbow Magic

به عنوان لورن بروک
- (Heartland (novel series

به عنوان جنی دیل
- Pony Tales

به عنوان لوسی دنیلز
- Animal Ark
- Animal Ark Pets
- Little Animal Ark
- The Horseshoe Trilogies

به عنوان آمبر کستل
- Spell Sisters

به عنوان رزی بنکس
- Secret Kingdom
- Secret Princesses

به عنوان آسترید فوس
- Snow Sisters